# 金浦机场站
金浦機場站（：／ Gimpo-gonghang yeok */?）是首都圈電鐵5號線、首爾地鐵9號線、機場鐵道、金浦都市輕軌與首都圈電鐵西海線五線交會的一座轉乘車站，同時也是金浦都市輕軌的終點車站，位於韓國首爾特別市江西區傍花洞。站體坐落於金浦国际机场國內線航廈與國際線航廈之間，為機場聯外交通的運輸車站。

## 車站構造
5號線站體位於地下2層，9號線與仁川機場鐵道站體則共用地下3層和地下4層。5號線車站的出口共3個，仁川機場鐵道車站出口只開設1個。
兩者之間的結構差異是5號線站體的地下2樓與9號線、仁川機場鐵道站體的地下2樓位於同一方向。連結通道位於收費區外，5號線地下2樓與9號線、仁川機場鐵道地下1樓一處；收費區內5號線上下行線月台與9號線、仁川機場鐵道地下2樓候車室、地下3樓月台兩處，合共三處。此站5號線月台設有月台伸縮踏板。
|                   |  | ●首都圈電鐵5號線往傍花（開花山）     |
| 島式 · 開左邊车门 |  |                                      |
|                   |  | ●首都圈電鐵5號線往河南黔丹山（松亭） |

|                                |  | ●仁川國際機場鐵道往首爾（麻谷渡口）      |
| 島式 · ↑開右邊车门 ↓開左邊车门 |  |                                          |
|                                |  | ●首爾地鐵9號線往中央報勳醫院（機場市場） |

|                                |  | ●首爾地鐵9號線往開花（開花）                     |
| 島式 · ↑開右邊车门 ↓開左邊车门 |  |                                                  |
|                                |  | ●仁川國際機場鐵道往仁川國際機場2號航站樓（桂陽） |

| 側式 · 開右邊车门 |  |                             |
|                   |  | ●金浦都市鐵道往高村（陽村） |
|                   |  | ●金浦都市鐵道落客           |
| 側式 · 開右邊车门 |  |                             |

| 側式 · 開左邊车门 |  |                                 |
|                   |  | ●首都圈電鐵西海線往一山（陵谷） |
|                   |  | ●首都圈電鐵西海線往元时（遠宗） |
| 側式 · 開左邊车门 |  |                                 |

### 站台
5号线站體為2面2線曲線式設計側式月台的地下車站，設有月台幕門。
機場鐵道與9號線共用地下3層與地下4層空間，地下3樓為2面3線的雙島式月台，地下4樓則為1面2線的島式月台，均設有月台幕門。機場鐵道往首爾方向、9號線中央報勳醫院方向的月台位於地下3樓；機場鐵道往仁川國際機場方向、9號線開花方向的月台則位於地下4樓。
9號線與機場鐵道預定會進行直通運行，並在車站內設有聯絡線。9號線是直流電而機場鐵道是交流電，此聯絡線因而設有中性區。因此車站是2層構造並進行交差，以便順利直通。廁所在閘內與閘外各設1個，3號出口設有1個。
金浦都市輕軌為2面2線側式月台的地下車站。
西海线为二台二线侧式月台的地下车站。

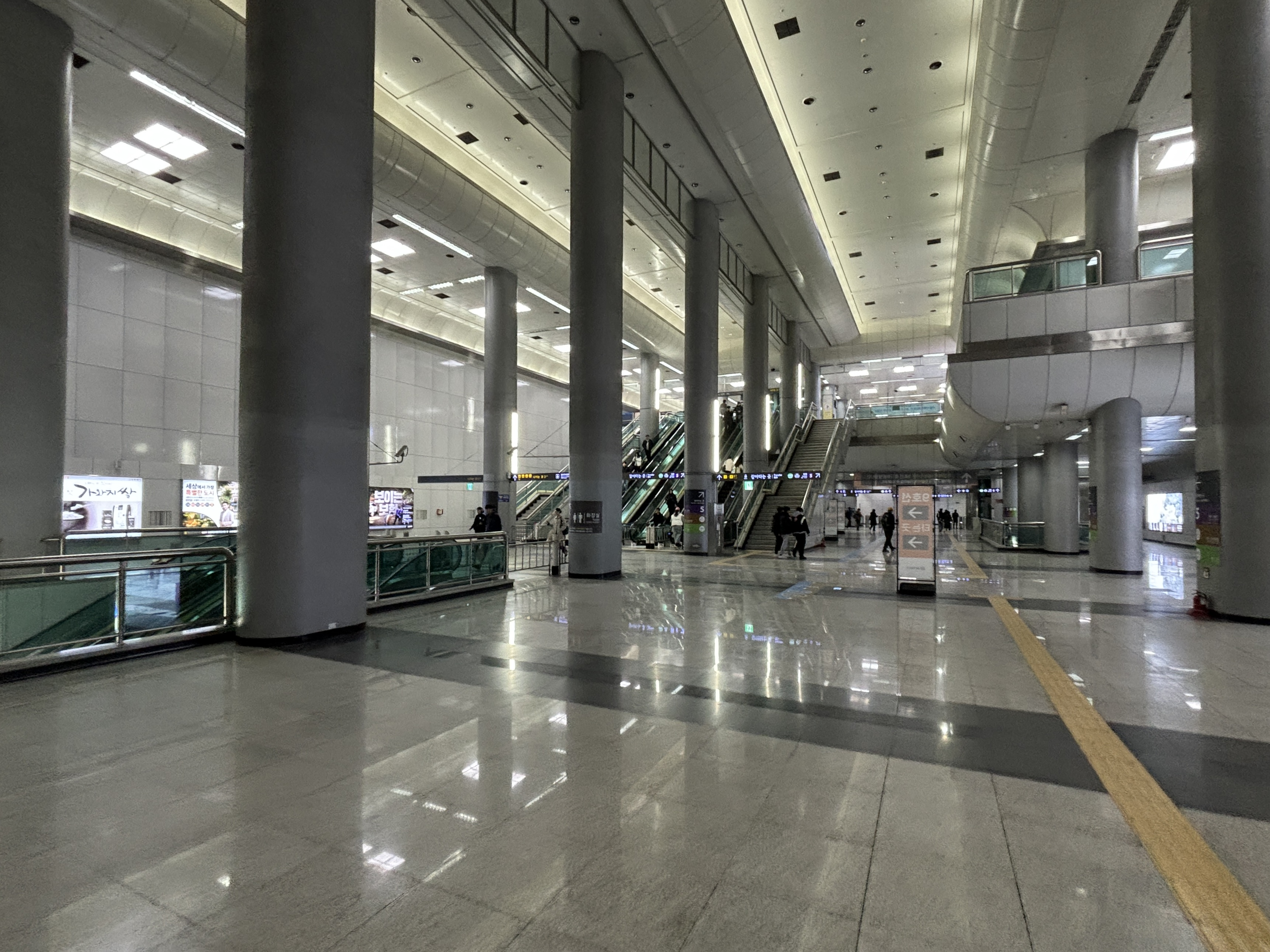
5号线、9号线、机场铁道站厅
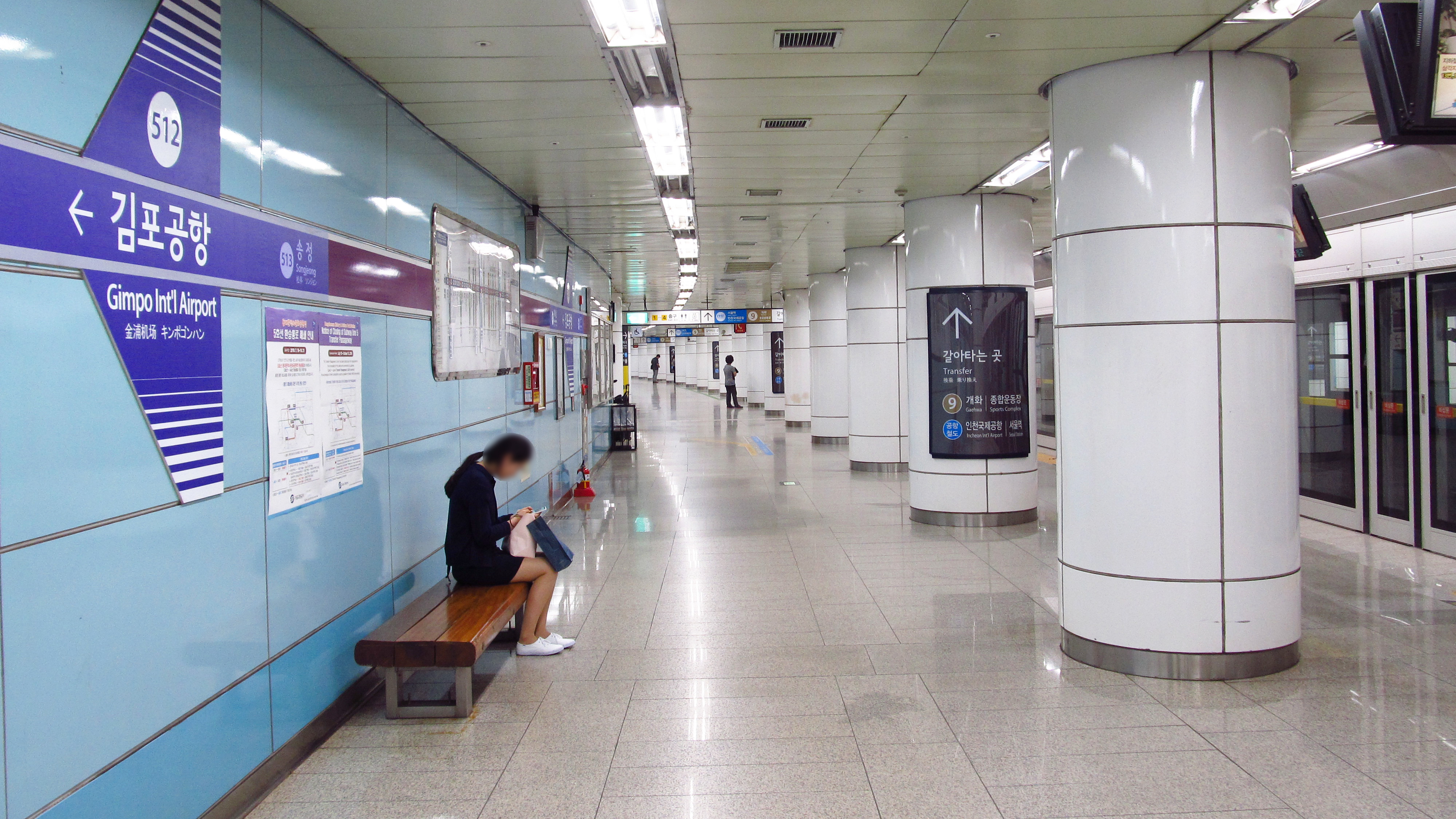
5號線候車月台
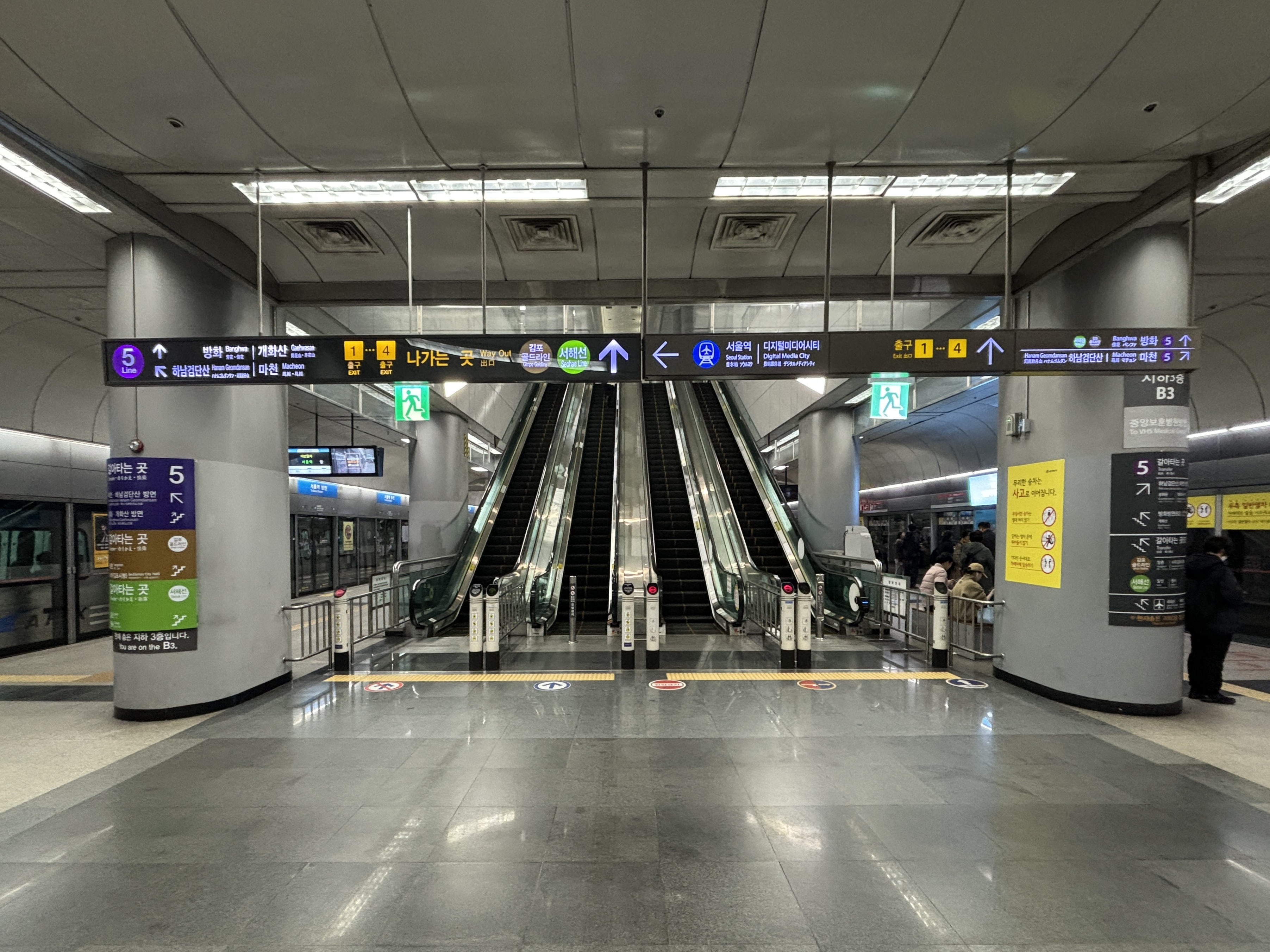
9号线、機場鐵道东行月台
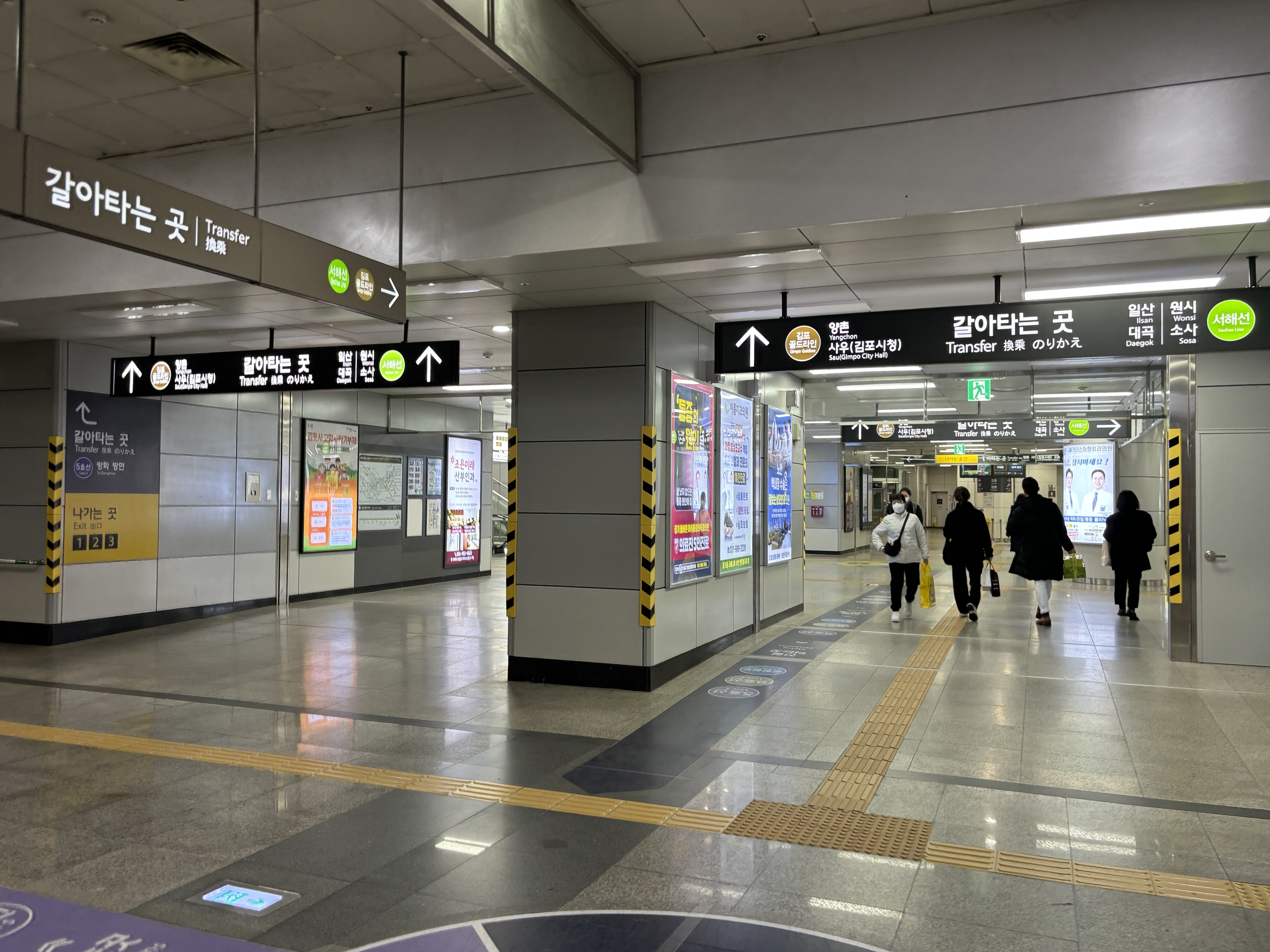
金浦都市輕軌、西海线站厅入口
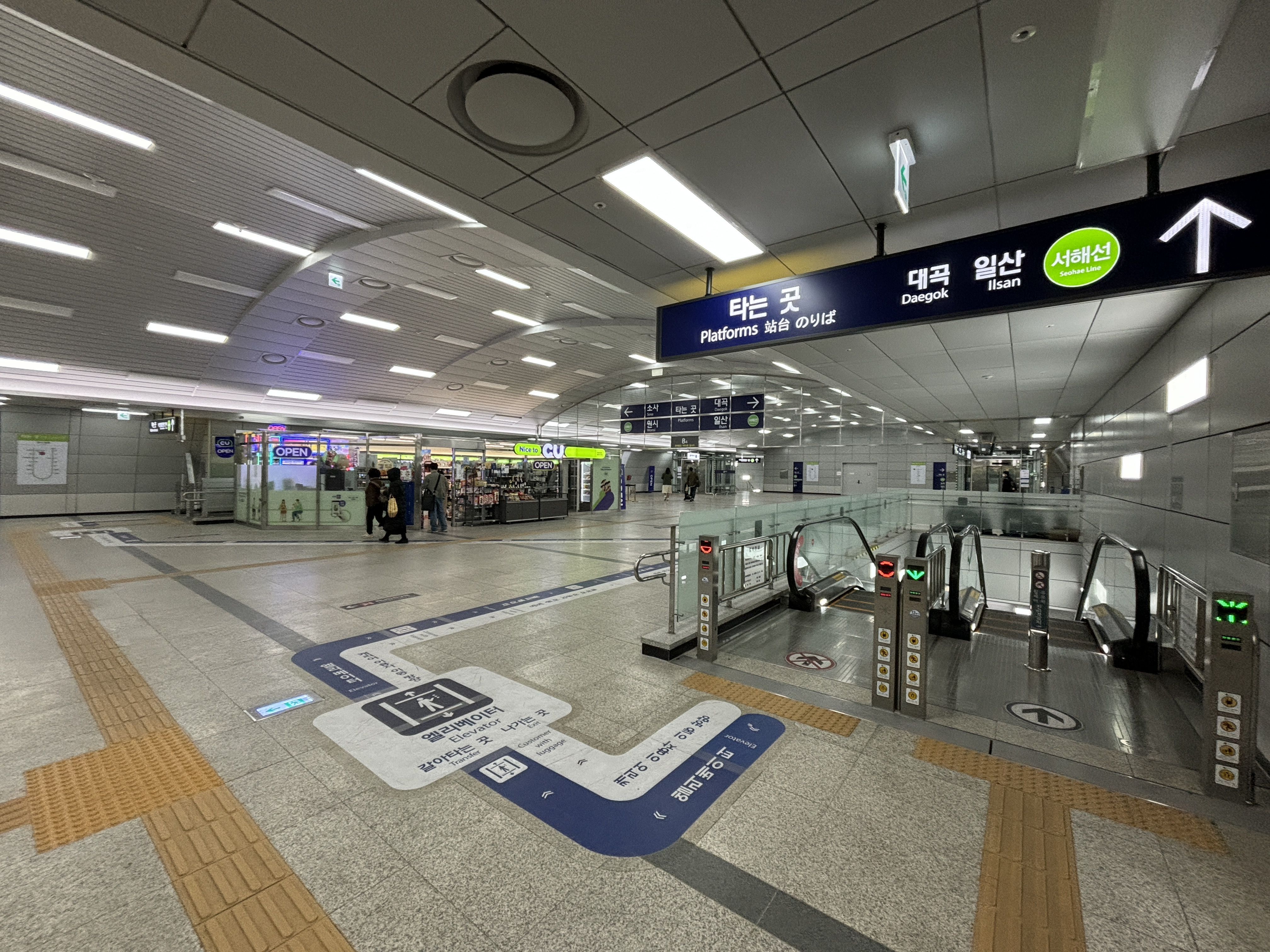
西海线站厅
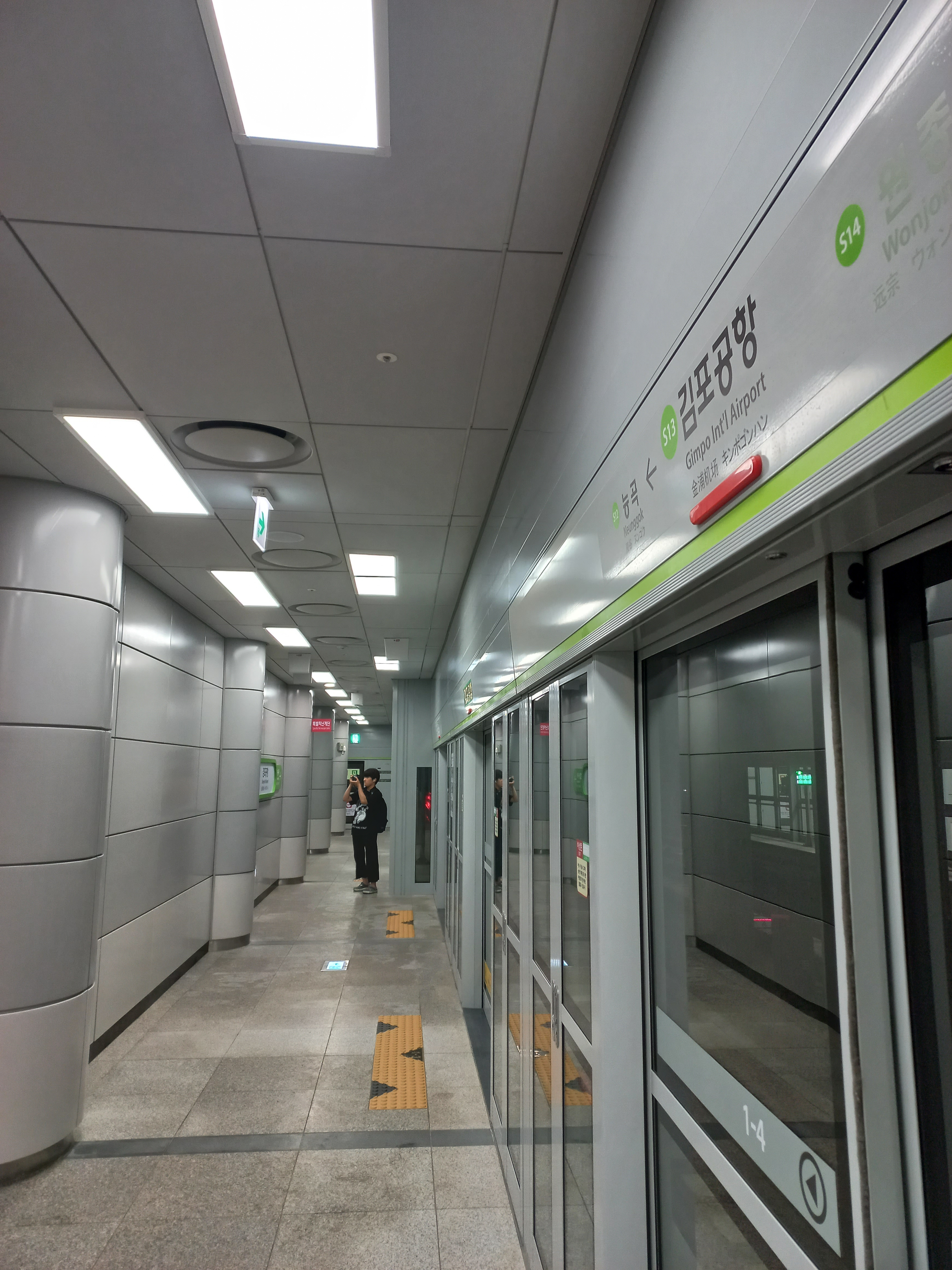
西海线站台

## 歷史
- 1996年3月20日：5號線站體落成啟用。
- 2007年3月23日：仁川機場鐵道站體開通。
- 2009年7月24日：9號線站體開通。
- 2019年9月28日：金浦都市輕軌站體開通。
- 2023年7月1日：大谷素砂線站體启用[1]。

## 車站周邊
- 金浦国际机场
- 韓國都心空港
- 韓國空港公社（朝鲜语：한국공항공사）
- 樂天免稅店
- 樂天購物中心金浦機場店
  - 樂天百貨
  - 乐天玛特
  - 樂天影城（朝鲜语：롯데시네마）
  - 永豐文庫
  - 樂天城市酒店
- 機場高校
- 傍花中學

## 外部連結
- 車站信息-金浦机场站 arex[]
- 車站信息-金浦机场站 metro9 （页面存档备份，存于）